# Typhochrestus acoreensis
Typhochrestus acoreensis é uma espécie endémica de uma única ilha, da ilha de Açores, Portugal. É uma espécie rara, com Extensão de Ocorrência (EOO) restrita (4-24 km²) e Área de Ocupação (AOO) (4-24 km²), mas é provável que esteja no limite superior desta estimativa. A espécie ocorre em uma única mancha de mata nativa (na Reserva do Biscoito da Ferraria). Há um declínio contínuo no EOO, AOO, extensão e qualidade do habitat, bem como no número de indivíduos maduros como resultado das invasões de plantas não nativas e do impacto das plantações de Cryptomeria japonica, com a destruição dos principais local. A espécie é avaliada como Criticamente Ameaçada (CR).